# Prix Gémeaux du meilleur texte pour une émission ou une série jeunesse
Le prix Gémeaux du meilleur texte pour une émission ou une série jeunesse : toutes catégories est une récompense télévisuelle remise par l'Académie canadienne du cinéma et de la télévision entre 1990 et 2004.

## Lauréats
- 1990 - Manon Barbeau, Odette Bourdon, Sylvain Charbonneau, François Dépatie, Yves Taschereau, Denys Saint-Denis, Le Club des 100 watts
- 1991 - Manon Barbeau, Pierre-Yves Bernard, Sylvie Bouchard, Sylvain Charbonneau, François Dépatie, Stéphane Lapointe, Claude Legault, Michel Lessard, Denys Saint-Denis, Yves Taschereau, Pierre-Michel Tremblay, Le Club des 100 watts
- 1992 - Joanne Arseneau, Manon Barbeau, Pierre-Yves Bernard, Jean-Guy Bouchard, Sylvie Bouchard, Jean-Pierre Brouillé, François Camirand, Sylvain Charbonneau, Isabelle Doré, Michel Jacques, Stéphane Lapointe, Michel Lessard, Josée Plourde, André Poulin, Louise Roy, Francine Ruel, Denys Saint-Denis, Yves Taschereau, Le Club des 100 watts
- 1993 - Joanne Arseneau, Manon Barbeau, Jean-Pierre Brouillé, Sylvain Charbonneau, Ginette Langlois, Michel Lessard, Josée Plourde, Denys Saint-Denis, Yves Taschereau, Le Club des 100 watts
- 1994 - Martin Doyon, André Robitaille, Vazimolo
- 1995 - Joanne Arseneau, Jean-Paul Le Bourhis, Francine Tougas, Zap II
- 1996 - Danielle Dansereau, Watatatow V
- 1997 - Luc Déry, Yves Lapierre, Michel Lessard, François Parenteau, Louis Saïa, Radio Enfer II
- 1998 - Luc Déry, Yves Lapierre, Radio Enfer III
- 1999 - Paule Marier, Cornemuse
- 2000 - Pierre-Yves Bernard, Claude Legault, Dans une galaxie près de chez vous
- 2001 - Pierre-Yves Bernard, Claude Legault, Dans une galaxie près de chez vous
- 2002 - François Avard, Fabienne Cortes, Ramdam
- 2003 - Paule Marier, Cornemuse
- 2004 - François Avard, Fabienne Cortes, Ramdam